# Sedlejovice (przystanek kolejowy)
Sedlejovice – przystanek kolejowy w miejscowości Sedlejovice, w kraju libereckim, w Czechach. Znajduje się na wysokości 350 m n.p.m..
Jest zarządzany przez Správę železnic. Na przystanku nie ma możliwości zakupu biletów, a obsługa podróżnych odbywa się w pociągu.

## Linie kolejowe
- 030 Pardubice – Jaroměř – Liberec